# Sterling-Airways-Flug 296
Sterling-Airways-Flug 296 (Flugnummer: NB296) war ein Charterflug der dänischen Fluggesellschaft Sterling Airways vom Flughafen Colombo zum Flughafen Kopenhagen mit Zwischenstopps in Bombay, Dubai und Ankara. Auf dem Flug am 14. März 1972 verunglückte eine Sud Aviation Caravelle 10B3, weil die Besatzung sich hinsichtlich ihrer Flugposition geirrt hatte. Dabei kamen alle 112 Personen an Bord ums Leben.
Es handelt sich um den schwersten Zwischenfall einer Sud Aviation Caravelle und, zusammen mit einem Unfall auf dem Gulf-Air-Flug 771, den schwersten Flugunfall in den Vereinigten Arabischen Emiraten.

## Maschine
Bei dem verunglückten Flugzeug handelte es sich um eine Sud Aviation Caravelle 10B3 mit der Modellseriennummer 267, die ihren Erstflug am 10. Mai 1970 absolviert hatte, ehe sie am 19. Mai 1970 an Sterling Airways ausgeliefert wurde, wo sie mit dem Luftfahrzeugkennzeichen OY-STL zugelassen wurde. Das zweistrahlige Mittelstrecken-Schmalrumpfflugzeug war mit zwei Triebwerken des Typs Pratt & Whitney JT8D-9 ausgestattet. Zum Zeitpunkt des Unfalls hatte das Flugzeug eine Betriebsleistung von 6674 Betriebsstunden.

## Passagiere und Besatzung
Die Maschine wurde durch die Reisegesellschaft Tjaereborg Rejser gechartert, um 106 Europäer aus dem Urlaub in Ceylon, dem heutigen Sri Lanka, abzuholen. Der Flug aus Colombo nach Kopenhagen sollte Tankstopps in Bombay, Dubai und Ankara einlegen. Während des Stopps in Ankara sollte eine neue Besatzung zusteigen.
Die 106 Passagiere kamen aus Dänemark, Finnland, Norwegen, Schweden und Westdeutschland. Die dänische Cockpitbesatzung bestand aus dem 35-jährigen Kapitän Ole Jorgensen und dem 30-jährigen Ersten Offizier Jorgen Pedersen.
| Staatsangehörigkeit | Passagiere | Besatzung | Gesamt |
| ------------------- | ---------- | --------- | ------ |
| Dänemark            | 068        | 6         | 074    |
| Schweden            | 020        | –         | 020    |
| Norwegen            | 012        | –         | 012    |
| Finnland            | 004        | –         | 004    |
| BRD                 | 002        | –         | 002    |
| Gesamt              | 106        | 6         | 112    |

Quellen:

## Unfallhergang
Die Caravelle flog pünktlich um 17:20 Uhr Ortszeit in Colombo ab und landete um 19:45 Uhr in Bombay. Während dieses Halts war es den Passagieren nicht gestattet, die Maschine zu verlassen. Nach dem Betanken flog die Maschine in Bombay ab, der nächste Halt war um 21:20 Uhr Ortszeit in Dubai vorgesehen.
Kurz vor 22:00 Uhr Ortszeit begann die Besatzung den Anflug auf Dubai. Das Wetter in Dubai war zu diesem Zeitpunkt bewölkt mit vereinzelten Gewittern. Wegen Bauarbeiten an einer Start- und Landebahn war Dubais Instrumentenlandesystem abgeschaltet. Die Flugsicherung wies die Besatzung an, einen VOR-Anflug auf Landebahn 30 durchzuführen.
Um 22:04 Uhr meldeten die Piloten, dass das VOR nicht ordnungsgemäß funktioniere. Kurz darauf streifte der linke Flügel einen Gebirgskamm in ca. 490 Metern Höhe. Der linke Flügel brach ab und die Maschine flog noch 265 Meter weiter, ehe sie kurz unterhalb des Gipfels des nächsten Gebirgskamms aufschlug. Die Trümmer rutschten den Hang hinab und verteilten sich auf fünf verschiedene Täler. Unter den 112 Personen an Bord gab es keine Überlebenden.

## Unfalluntersuchung
Bei der Unfalluntersuchung wurde festgestellt, dass die Piloten die Maschine unter die vorgeschriebene Mindestflughöhe hatten absinken lassen. Dies habe entweder an fehlerhaften Informationen aus dem nicht mehr aktuellen Flugplan gelegen oder am falschen Ablesen der Daten aus dem Wetterradar, wodurch die Piloten glaubten, sich näher an Dubai zu befinden, als dies tatsächlich der Fall war. In der Dunkelheit hatten die Piloten wahrscheinlich die Lichter der Städte Kalba, Fudschaira und Ghuraifa erblickt und diese für Dubai gehalten.